# Mitragynin
Mitragynin ist ein in der Kratom-Pflanze (Mitragyna speciosa) vorkommender Naturstoff, der zur Gruppe der Mitragyna-Alkaloide (Monoterpenoid-Indolalkaloide) zählt und dem Corynantheidin-Strukturtyp zugeordnet ist. Nach peroraler Aufnahme wirkt es im Menschen – zumindest zum Teil – als Prodrug über seine Metaboliten 7-Hydroxymitragynin bzw. Pseudoindoxylmitragynin als atypisches Opioid.

## Vorkommen

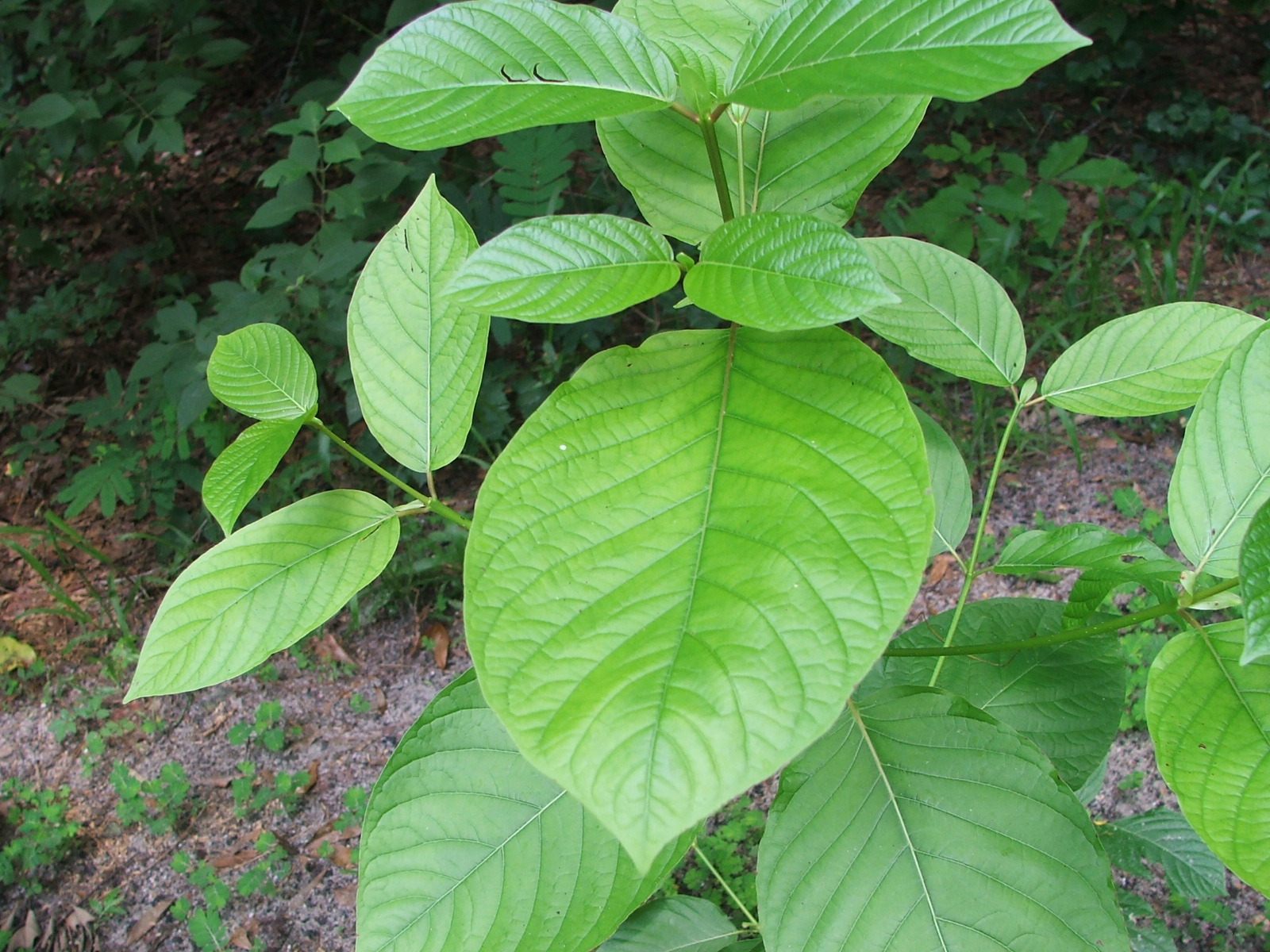
Kratom-Pflanze (Mitragyna speciosa)

Im Jahr 1921 berichtete Ellen Field erstmals über die Isolierung von (–)-Mitragynin aus Mitragyna speciosa. Die Molekülstruktur des Mitragynins wurde im Jahr 1964 aufgeklärt. 1995 gelang Takayama die erste Totalsynthese.
Die höchsten Konzentrationen an Mitragynin finden sich in den ausgewachsenen Blättern adulter Kratombäume, wo nach bisherigen Analyseergebnissen Mitragynin einen Anteil der Trockenmasse von typischerweise 0,5-2 % ausmacht und mit bis zu 66 % den höchsten Anteil im Gesamtalkaloidgehalt aufweist. Es wurde nur in dieser Spezies nachgewiesen. Die Gehalte in der Pflanze hängen von mehreren Faktoren ab, etwa Standort (Klima), Baumalter, Jahreszeit und Saison. Die Gehalte in verarbeiteten Handelsprodukten weisen eine große Bandbreite auf. Eine Untersuchung aus dem Jahr 2019 fand in Produkten, die zerkleinertes Blattmaterial und Extrakte umfassten, eine Spanne von 5 % bis knapp 40 % Mitragynin.
(+)-Mitragynin ist in der Natur nicht nachgewiesen worden. In der Natur vorkommende Diastereomere des (–)-Mitragynins sind Speciogynin, Speciociliatin und Mitraciliatin.

## Pharmakologie und Toxikologie
Das natürliche E-Mitragynin hat eine perorale Bioverfügbarkeit von 20-30 % in Ratten und 70 % in Hunden. Der Umstand, dass es peroral eine stärkere physiologische Wirkung zeigt als subkutan oder intravenös, wird auf einen ausgeprägten First-Pass-Effekt zurückgeführt. Die Angaben zur Plasmaproteinbindung schwanken zwischen 85 und 97 %. Es ist sehr gut hirngängig. Isomeres (Z)-Mitragynin ist ebenfalls wirksam.
Die in-vitro Befunde zu opioidergen Eigenschaften sind Spezies- und Assay-abhängig. Gemäß Váradi et al. ist Mitragynin ein mäßig affiner Partialagonist am menschlichen μ-Opioidrezeptor (MOR1) (Emax 65 % bezogen auf DAMGO). Es wirkt dabei funktionell selektiv über den G-Protein-Signalpfad, ohne β-Arrestin 2 zu binden. Mitragynin ist ein moderat-affiner k-Opioidrezeptor (KOR) Antagonist.
Mitragynin ist ein potenter, reversibler Hemmer des Enzyms Cytochrom P450 2D6 (IC50 2,2 μM). Obwohl CYP2D6 nur 2–5 % der Cytochrom P450 Enzyme ausmacht, metabolisiert es nahezu 25 % der gebräuchlichen Arzneistoffe. Diese Enzymhemmung kann zu unerwünschten Wechselwirkungen mit anderen Wirkstoffen führen, weshalb ein Mischkonsum mit Kratomanteil gesundheitlich riskant sein kann.
Mitragynin hemmt GIRK-Kanäle und hERG-Kanäle (IC50 1,6 μM). Letzteres beruht sowohl unmittelbar auf Hemmung der Rezeptorfunktion als auch indirekt auf Verringerung der Rezeptorexpression. Die kardiotoxischen Risiken, die aus hERG- und GIRK-Blockade erwachsen, können sich addieren. hERG-Kanal-Hemmer können am Herzen das QT-Intervall verlängern und ventrikuläre Arrhythmien verursachen. Mitragynin kann daher in hohen Dosen, insbesondere in chronischer Anwendung, ein Torsade-de-pointes-Syndrom fördern.
In Rhesusaffen zeigten sich nach peroraler Verabreichung von 46 mg/kg Mitragynin keine Verhaltensauffälligkeiten. Die Atemdepression, wie sie für herkömmliche Opioide (Morphin, Fentanyl u. ä.) typisch und bei Überdosierung lethal ist, wird durch Mitragynin, auch in höheren Dosen, nicht oder nur sehr schwach evoziert. In präklinischer Prüfung zeigte Mitragynin kein Suchtpotential. Es reduzierte die Neigung zur Selbstverabreichung von Morphin.
Es gibt gegenwärtig (2020) keinen Beleg dafür, dass das günstige Nebenwirkungsprofil des Mitragynins, wie zuvor vermutet worden war, auf der funktionellen Selektivität der Reizübertragung an Opioidrezeptoren beruhen würde. Der Grund für die relative Freiheit von typischen Opioidnebenwirkungen, von denen viele als G-Protein-vermittelt gelten, ist gegenwärtig unbekannt.
2024 wurde eine tödlich verlaufende Mono-Intoxikation mit Kratom berichtet. Früher dokumentierte Todesfälle, in denen Mitragynin post-mortem nachgewiesen wurde, standen meist im Zusammenhang mit weiteren Wirkstoffen, z. B. herkömmlichen Opioiden, Sedativa, oder Alkohol.

### Metabolisierung
In vivo wird es durch enzymatische  Hydroxylierung u. a. zu dem analgetisch potenteren 7-Hydroxymitragynin verstoffwechselt. Im Menschen entsteht daraus der Folgemetabolit Pseudoindoxylmitragynin. In der ersten Abbauphase wird Mitragynin an C9, C16 und C17 O-demethyliert.

## Biosynthese
Die Biosynthese ist nicht im Detail geklärt (Stand 2011), dürfte aber ähnlich verlaufen wie die verwandter Alkaloide. Dabei kondensiert das durch Decarboxylierung von Tryptophan entstandene Tryptamin in einer Mannich-Reaktion mit dem Monoterpen-Aldehyd Secologanin zu Strictosidin. Dieses reagiert zum Geissoschizin.

## Weiterführende Literatur
- E. J. Shellard: The alkaloids of Mitragyna with special reference to those of Mitragyna speciosa, Korth. UNODC, Bulletin on Narcotics, 1974. S. 41–55. Online-Version